# Apygoplus longipes
Apygoplus longipes is een hooiwagen uit de familie Assamiidae. De wetenschappelijke naam van Apygoplus longipes gaat terug op Roewer.